# Dieter Voigt (Eishockeyspieler)
Dieter Voigt (* 18. Februar 1939 in Geising) ist ein deutscher Eishockeyspieler und Mitglied der Hall of Fame des deutschen Eishockeymuseums.

## Karriere
Er spielte ab 1956 beim SC Dynamo Berlin, dem Vorläufer der Eisbären Berlin, im Osten der Stadt. Nach der Saison 1968/69 beendete er seine Spielerkarriere.
International spielte er für die Eishockeynationalmannschaft der DDR bei der Eishockey-Weltmeisterschaft 1963 bis 1969 und war dort in der Mannschaft, die bei der Europameisterschaft 1966 Bronze holte. Ebenfalls stand er im Kader bei den damals stattfindenden Ausscheidungsspielen 1960 und 1964 gegen die deutsche Eishockeynationalmannschaft für die Olympischen Winterspiele und bei den Olympischen Winterspielen 1968.